# Šenturška gora
Za naselje v Sloveniji glej Šenturška Gora.
Šenturška gora (nemško Ulrichsberg), pred časom imenovana tudi Kernberg in Kärntner Berg ali Koroška gora, je gora na avstrijskem Koroškem. Visoka je 1022 m in se nahaja nad Gosposvetskim poljem na polovici poti med Šentvidom ob Glini in Celovcem. Nekdaj je bila v lasti nekdanje plemiške rodbine Goëss. Ob vznožju gore se nahaja Krnski grad (nemško Karnburg), po katerem nosi ime tudi Koroška. 
Šenturška gora je druga od štirih gora v romarskem "pohodu na štiri gore".

## Zgodovina

### Antika in srednji vek
Arheološke najdbe kažejo na prazgodovinsko naselbino na Šenturški gori.
Do pozne antike je na vrhu Šenturške gore obstajala obsežna hribovska naselbina.  Na vrhu hriba so bili odkriti zidovi ali temelji poganskega svetišča, zgrajenega v prvem stoletju našega štetja in posvečen lokalni boginji Izidi-Noreji. Šlo je za dvojno svetišče z večjo apsido na vzhodu in manjšo na zahodu. Kot je bilo običajno, so lokalne keltske in rimske bogove častili istočasno. Vzhodni del je bil posvečen Noreji-Eisidi, zahodni del Wuotan/Teutatesu. Posvetilni napis za Norejo je bil najden v ostankih zgodnjekrščanske cerkve, ki se glasi: Guverner Aulus Trebonius je to storil za Noreia-Eisidi. Okoli leta 400 je na Šenturški gori nastala naselbina s zgodnjekrščansko cerkvijo (5. do 6. stoletje), ki je bila uničena med preseljevanjem vzhodnogermanskih in avarskih priseljencev.
Leta 983 je bila Šenturška gora prvič omenjena kot »mons carantanus« v dokumentu cesarja Otona II .

### Novi vek
Leta 1485 je bila na vrhu gore zgrajena gotska cerkev, posvečena svetemu Ulriku Augsburškemu ali tudi sv. Urhu. Zato se je prijelo nemško ime "Ulrikova gora". Zadnja maša v cerkvi je bila leta 1686. Leta 1786 jo je močno poškodoval udar strele in nato je propadala. Leta 1897 je cerkev popolnoma uničil požar. 
Leta 1933 je propadajočo cerkev obnovili pripadniki Koroških domobrancev (Heimatdienst). Od leta 1934 so tu vsako leto potekale nemško nacionalistične desetooktobrske komemoracije (komemoracije plebiscita 10. oktobra 1920), ki jih je organiziral Koroški Haimatdienst. Leta 1958 je bil položen temeljni kamen za »Domobranski križ«, 20 metrov visok križ ob ruševinah, kot spomenik padlim nemškim vojakom v drugi svetovni vojni. Istega leta so bile cerkvene ruševine obnovljene. Obstaja 25 kvadratnih metrov velik spomenik, imenovan Ehrenhain, katerega spominske plošče spominjajo na vojaške formacije iz prve in druge svetovne vojne. Kraj nacionalističnih in nacističnih obeležij in srečanj nekdanjih vojakov Wehmachta, SS in veteranskih organizacij iz druge svetovne vojne je sprožalo nenehne proteste. V zadnjih 15 letih so se iz teh zborovanj umaknili uradni avstrijski organi in vojska. Komemoracij ali srečanj skoraj ni več.